# Orford, Québec
Orford är en kommun av typen kanton (municipalité de canton) i provinsen Québec i Kanada, vars huvudort är byn Cherry River. Den ligger i regionen Estrie, i den sydöstra delen av landet, 270 km öster om huvudstaden Ottawa. Antalet invånare var 5 007 vid folkräkningen 2021. Av dessa bodde 1 041 i tätorten (centre de population) Montagnac, som är ett bostadsområde i kantonens södra del. Landarean är 136 kvadratkilometer.